# Щербина-Самойлова, Инна Сергеевна
И́нна Серге́евна Щербина́-Само́йлова (17.01.1922—26.04.2003) — советский и российский астроном, кандидат физико-математических наук, заведующая отделом астрономии Всесоюзного института научной и технической информации Государственного комитета Совета Министров СССР по науке и технике и Академии наук СССР, где работала с апреля 1953 г. Ведущий специалист в СССР и России в области информатизации науки .

## Биография
И. С. Щербина-Самойлова родилась в семье служащих в г. Москве. В 1940 г. окончила с отличием среднюю школу № 518. В том же году поступает на механико-математический факультет МГУ. В мае 1942 г. по комсомольской мобилизации пошла в ряды Советской Армии. После двухмесячных курсов Полевого почтового управления была направлена в действующую армию в органы почтовой связи. Имеет звание младшего лейтенанта административной службы. 
В 1943 г. демобилизована и продолжила учёбу в МГУ. В 1947 г. окончила МГУ по специальности астрономия. Ещё будучи студенткой начала работать в Государственном астрономическом институте имени П. К. Штернберга и продолжила там работать после окончания университета. С 1948 по 1951 г. училась в аспирантуре Механико-математического факультета МГУ на кафедре астрофизики. В 1952 г. защитила диссертацию на степень кандидата физико-математических наук. 
С декабря 1951 по декабрь 1953 гг. работала лектором-методистом Московского планетария. Во Всесоюзном ин-те научной и технической информации АН СССР (ВИНИТИ) начала работать с апреля 1953 г. по совместительству, а с декабря 1953 г. на постоянной основе. В ВИНИТИ работала до декабря 2000 г., последовательно занимая должности старшего научного сотрудника, заведующего отделом астрономии и геодезии, ведущего научного сотрудника. В 1961 г. в должности научного руководителя работала в экспедиции по наблюдению полного солнечного затмения под г. Бузулуком, а в 1972 г. — в п. Оссора (Камчатка).
Щербина-Самойлова И. С. была заместителем главного редактора Объединенной редколлегии реферативных изданий по астрономии и геодезии ВИНИТИ К. Ф. Огородникова. Под её руководством выходили выпуски Реферативного журнала ВИНИТИ «Астрономия», «Геодезия и аэрофотосъемка», «Исследование космического пространства», в котором она была научным редактором и «Исследование Земли из космоса». 
В 1970 г. была избрана в члены Международного астрономического союза (МАС) и неоднократно участвовала в работе симпозиумов МАС как член Комиссии № 5 (астрономическая документация). С 1974 г. И. С. Щербина-Самойлова член Центрального комитета по классификации Международной Федерации по Документации (международная организация, объединяющая ведущие информационные центры и библиотеки, работающие в области информатики) (ЦКК/МФД), с 1979 г. — вице-президент ЦКК/МФД, с 1986 г. также член Совета по развитию универсальной десятичной классификации (УДК) и много раз представляла нашу страну на заседаниях этого Совета.

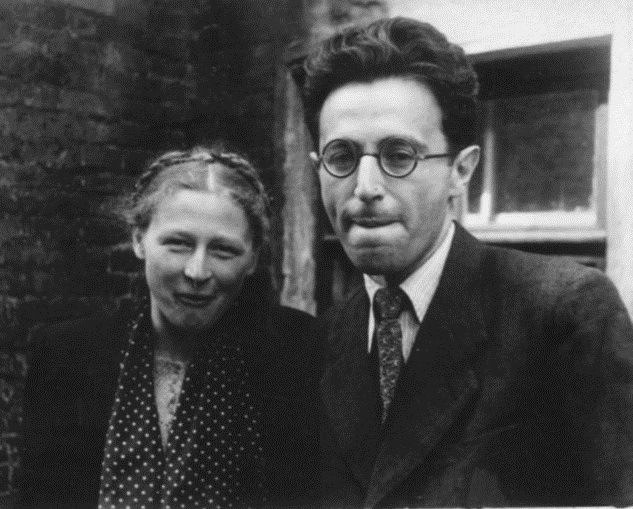
И. С. Щербина-Самойлова с редактором переводимых ею книг И. С. Шкловским

И. С. Щербина-Самойлова являлась одним из известных редакторов и переводчиков научных и научно-популярных книг по астрономии и исследованию космического пространства. Среди них — популярнейшая в нашей стране «Элементарная астрономия» О. Струве, Б. Линдса и Э. Пилланса. И. С. Щербиной-Самойловой опубликовано около 70 научных работ.
Урна с прахом захоронена в колумбарии Донского кладбища.

## Общественная деятельность
Инна Сергеевна Щербина-Самойлова член КПСС с 1961 г., вела активную общественную деятельность. За время работы в ВИНИТИ была членом месткома, парткома,  редколлегии стенгазеты, заместителем председателя комитета Общества советско-чехословацкой дружбы ВИНИТИ и др. В 1954 г. была выбрана народным заседателем Народного суда 3-го участка Ленинградского района г. Москвы. C 1952 по 1960 гг. И. С. Щербина-Самойлова была активным лектором общества «Знание», объездив всю Европейскую часть СССР, включая союзные республики. Выступала она не только в организациях, на предприятиях, в учебных заведениях, но и в таких местах как разбросанные по всей стране ячейки Всероссийского общества глухих (лекции с сурдопереводом) и исправительные колонии.

## Публикации и переводы книг
- Щербина-Самойлова И.С., Радлова Л.Н., Сытинская Н.Н. Солнце, Луна, планеты. Итоги науки и техники, Сер. Астрономия. — Москва: ВИНИТИ, 1965.
- Щербина-Самойлова И.С. и др. Память о Великой Отечественной войне. — Москва: ВИНИТИ, 1995.
- Пози Дж.Л., Брейсуэлл Р.Н. Радиоастрономия. — Москва: Иностранная литература, 1951. (под. редакцией И. С. Шкловского)
- Койпер Д.П. Атмосферы Земли и планет. — Москва: Иностранная литература, 1958. (под. редакцией И. С. Шкловского)
- Эллисон М.А. Солнце и его влияние на Землю. — Москва: Физико-математическая литература, 1959. (перевод Щербина-Самойлова И. С. и др., под. редакцией И. С. Шкловского)
- Шепли Х. Звезды и люди. — Москва: Иностранная литература, 1962. (под. редакцией Г. И. Наана)
- Струве О., Линдс Б., Пилланс Э. Элементарная астрономия. — Москва: Наука, 1964. (под. редакцией С. А. Каплана)
- Ле Гелли Д.П., Росень А. Космическая физика. — Москва: Мир, 1966. (перевод Щербина-Самойлова И. С. и др.)
- Уиппл Ф. Земля, Луна и планеты. — Москва: Наука, 1967. (под. редакцией В. И. Мороза)
- Толанский С. Революция в оптике. — Москва: Мир, 1971. (под. редакцией В. А. Угарова)
- Дольфус О. Планеты и спутники. — Москва: Мир, 1974. (перевод Щербина-Самойлова И. С. и др.)
- Доул С. Планеты для людей. — Москва: Наука, 1974. (под. редакцией С. А. Каплана)
- Аллер Л. Атомы, звезды и туманности. — Москва: Мир, 1976.

## Трудовая деятельность
- 1940—1942 гг. — Студентка механико-математического ф-та МГУ.
- 1942—1943 гг. — Ст. приемщик ВП Базы «АП» и 388 военно-почтовой станции (5 Армия). Мл. лейтенант Советской Армии.
- 1943—1947 гг. — Студентка механико-математического ф-та МГУ.
- 1946—1948 гг. — Старший препаратор кафедры астрофизики ГАИШ.
- 1948—1951 гг. — Аспирантка кафедры астрофизики механико-математического ф-та МГУ.
- 1951—1953 гг. — Лектор-методист Московского планетария.
- 1953—1965 гг. — Старший научный сотрудник ВИНИТИ.
- 1965—1987 гг. — Заведующая отделом астрономии и геодезии ВИНИТИ.
- 1987—2000 гг. — Ведущий научный сотрудник ВИНИТИ.

## Награды и звания
- орден Отечественной войны 2 степени
- орден "Знак Почета"
- медаль «В память 800-летия Москвы»
- медаль «В память 850-летия Москвы»
- медаль «За доблестный труд. В ознаменование 100-летия со дня рождения В. И. Ленина»
- медаль "Ветеран труда"
- юбилейная медаль «Двадцать лет Победы в Великой Отечественной войне 1941—1945 гг.»
- юбилейная медаль «Тридцать лет Победы в Великой Отечественной войне 1941—1945 гг.»
- юбилейная медаль «Сорок лет Победы в Великой Отечественной войне 1941—1945 гг.»
- медаль «50 лет Победы в Великой Отечественной войне 1941—1945 гг.»
- юбилейная медаль «70 лет Вооружённых Сил СССР»
- Медаль Жукова
- знак «25 лет победы в Великой Отечественной войне»
- «Фронтовик 1941—1945»
- благодарность Президиума АН СССР за активную работу по подготовке и проведению 10-го Международного Астрономического Съезда № 116—2000 от 18 октября 1958 г.
- благодарность Государственного комитета Совета Министров СССР по науке и технике и Президиума Академии наук СССР за активное участие в создании Реферативного журнала и других информационных изданий ВИНИТИ. Постановление № 70/10 от 15 марта 1973 г.
- почетная грамота Министерства науки и технологий РФ за многолетний добросовестный труд и в связи с 45-летием выхода в свет первых номеров РЖ ВИНИТИ.

## Участие в международных организациях
- Член Международного астрономического союза
- Член Центрального комитета по классификации Международной федерации по документации (ЦКК/МФД) — с 1974 г., вице-президент ЦКК/МФД — с 1979 г., член Совета по развитию универсальной десятичной классификации (УДК) — с 1986 г.